# Csögle
Csögle è un comune dell'Ungheria di 729 abitanti (dati 2001). È situato nella contea di Veszprém.